# انتخابات مجلس الأمة الكويتي 2016
انتخابات مجلس الأمة الكويتي 2016 هي الانتخابات البرلمانية السابعة عشر في تاريخ الكويت والتي جرت يوم السبت 26 نوفمبر 2016. وهي انتخابات مبكرة نتيجة لحل أمير الكويت صباح الأحمد الصباح مجلس الأمة المنتخب عام 2013 بمرسوم أصدره في نوفمبر 2016. نجحت المعارضة، التي يهيمن عليها الإسلاميون، في الفوز بـ24 مقعدًا من إجمالي 50 مقعدًا تشكل المجلس. ويعد ثلث الفائزين في الانتخابات هذه من الشباب، فيما كانت صفاء الهاشم المرأة الوحيدة التي فازت بمقعد. وتراجع عدد نواب الأقلية الشيعية إلى ستة مقابل تسعة في المجلس السابق.
شهدت هذه الانتخابات عودة المعارضة التي سبق أن قاطعت الانتخابات الماضية التي جرت في عام 2013 والسابقة لها في ديسمبر/كانون الأول عام 2012 اعتراضًا على تغيير نظام التصويت بمرسوم أصدره أمير الكويت في عام 2012 واستخدام ما عرف «بقانون الصوت الواحد».

## خلفية
أصدر أمير الكويت صباح الأحمد الصباح مرسومًا في 16 أكتوبر 2016 بحل مجلس الأمة المنتخب عام 2013 إثر أزمة جديدة نشبت بين نواب والحكومة بعد تقدمهم باستجوابات لبعض من وزرائها. وبرر المرسوم الأميري قرار الحل بما سماه «الظروف الإقليمية الدقيقة» و«ما تقتضيه التحديات الأمنية وانعكاساتها المختلفة».
وفق النظام الانتخابي الأخير، يتألف مجلس الأمة من خمسين عضوا يتوزعون على دوائر انتخابية خمس، ينتخبون عن طريق الانتخاب العام السري المباشر لدورة تمتد لأربع سنوات، ويعد الوزراء أعضاء غير منتخبين في المجلس بحكم وظائفهم، على أن لا يزيد عددهم عن ثلث أعضاء المجلس (16 مع رئيس الوزراء). ويبلغ عدد المواطنين الذين يحق لهم التصويت 483 ألف ناخب.
وركز المرشحون خلال حملاتهم الانتخابية على الجانب الاقتصادي، خاصة قضايا البطالة وارتفاع الأسعار، وتخفيض دعم السلع والخدمات الحكومية.

## النتائج
أجمع المشاركين في هذه الانتخابات انها انتخابات التغير حيث فاقت نسبة التغير %60 عن نتائج مجلس 2013 الأخير الذي حله الأمير صباح الأحمد. وكانت نسبة الحضور والتصويت وصفت بجيدة جدا.

### المرشحون الفائزون
| الدائرة الانتخابية | المرشح الفائز        | عدد الأصوات |
| ------------------ | -------------------- | ----------- |
| الدائرة الأولى     | عدنان عبد الصمد      | 4287        |
| الدائرة الأولى     | عيسى الكندري         | 4077        |
| الدائرة الأولى     | محمد الهدية          | 3016        |
| الدائرة الأولى     | عادل الدمخي          | 2758        |
| الدائرة الأولى     | عبد الله الرومي      | 2731        |
| الدائرة الأولى     | صالح عاشور           | 2541        |
| الدائرة الأولى     | مبارك الحريص         | 2444        |
| الدائرة الأولى     | أسامة الشاهين        | 2270        |
| الدائرة الأولى     | خالد الشطي           | 2166        |
| الدائرة الأولى     | صلاح خورشيد          | 2131        |
| الدائرة الثانية    | مرزوق الغانم         | 4119        |
| الدائرة الثانية    | رياض العدساني        | 3578        |
| الدائرة الثانية    | خليل الصالح          | 2941        |
| الدائرة الثانية    | جمعان الحربش         | 2432        |
| الدائرة الثانية    | حمد الهرشاني         | 2341        |
| الدائرة الثانية    | محمد المطير          | 2172        |
| الدائرة الثانية    | خلف دميثير           | 1942        |
| الدائرة الثانية    | راكان النصف          | 1888        |
| الدائرة الثانية    | عودة الرويعي         | 1772        |
| الدائرة الثانية    | عمر الطبطبائي        | 1755        |
| الدائرة الثالثة    | عبد الوهاب البابطين  | 3730        |
| الدائرة الثالثة    | سعدون حماد العتيبي   | 3444        |
| الدائرة الثالثة    | يوسف الفضالة         | 3399        |
| الدائرة الثالثة    | عبد الكريم الكندري   | 3325        |
| الدائرة الثالثة    | صفاء الهاشم          | 3273        |
| الدائرة الثالثة    | محمد الدلال          | 2533        |
| الدائرة الثالثة    | وليد الطبطبائي       | 2504        |
| الدائرة الثالثة    | خليل أبل             | 2443        |
| الدائرة الثالثة    | محمد الجبري          | 2219        |
| الدائرة الثالثة    | أحمد نبيل الفضل      | 2124        |
| الدائرة الرابعة    | ثامر السويط          | 5601        |
| الدائرة الرابعة    | مبارك الحجرف         | 4621        |
| الدائرة الرابعة    | محمد هايف            | 4506        |
| الدائرة الرابعة    | سعد الخنفور          | 3811        |
| الدائرة الرابعة    | عبد الله فهاد العنزي | 3545        |
| الدائرة الرابعة    | شعيب المويزري        | 3528        |
| الدائرة الرابعة    | علي الدقباسي         | 3379        |
| الدائرة الرابعة    | عسكر العنزي          | 2972        |
| الدائرة الرابعة    | فراج العربيد         | 2899        |
| الدائرة الرابعة    | سعود الشويعر         | 2897        |
| الدائرة الخامسة    | حمود الخضير          | 5083        |
| الدائرة الخامسة    | حمدان العازمي        | 5072        |
| الدائرة الخامسة    | الحميدي السبيعي      | 4660        |
| الدائرة الخامسة    | طلال الجلال          | 4299        |
| الدائرة الخامسة    | فيصل الكندري         | 4114        |
| الدائرة الخامسة    | خالد مؤنس العتيبي    | 3998        |
| الدائرة الخامسة    | ماجد مساعد المطيري   | 3821        |
| الدائرة الخامسة    | نايف المرداس         | 3769        |
| الدائرة الخامسة    | ناصر الدوسري         | 3296        |
| الدائرة الخامسة    | محمد هادي الحويلة    | 2861        |

### أبرز الخاسرين
أسماء أبرز الخاسرين في انتخابات مجلس الامة في الدوائر الخمس وهم أعضاء سابقين 
- أحمد المليفي
- يوسف الزلزلة
- أحمد لاري
- يعقوب الصانع
- عبد الرحمن العنجري
- نواف الفزيع
- الصيفي مبارك الصيفي
- عدنان المطوع
- مبارك الوعلان
- علي العمير
- فيصل الدويسان
- عبد الله معيوف
- سلطان اللغيصم
- محمد طنا العنزي

### الطعن في الانتخابات
في 3 مايو 2017 أيدت المحكمة الدستورية قبول طعن المرشح فراج العربيد ورفض باقي الطعون لتُعلنه كعضو شرعي في مجلس الأمة الذي حل تاسعاً في الدائرة الانتخابية الرابعة، بينما أسقطت المحكمة عضوية النائب السابق مرزوق الخليفة.

### الانتخابات التكميلية
في 30 يناير 2019، أعلن رئيس مجلس الأمة مرزوق الغانم عن خلو مقعد النائبان جمعان الحربش ووليد الطبطبائي بعد صدور حُكمًا من محكمة التمييز بحبس كلاً منهما 3 سنوات و6 شهور بسبب قضية دخول المجلس. وفاز النائب بدر الملا في الدائرة الثانية بعد حصوله على 4657 صوت مُتفوقًا بفارق بسيط على مُنافسه النائب السابق حمد المطر الذي حصل على 4616 صوت. أما في الدائرة الثالثة فاز النائب عبد الله الكندري في المركز الأول وحصل على 6705 صوت مُتفوقًا على مُنافسه النائب السابق عمار العجمي الذي حصل على 5173 صوت.

## ما بعد الانتخابات
هنأ أمير الكويت آنذاك صباح الأحمد الصباح النواب الفائزين في الانتخابات. ثم أعاد تعيين جابر مبارك الحمد الصباح رئيسًا للوزراء في 1 ديسمبر، وهي المرة السادسة التي يتولى فيها رئاسة الحكومة. وكانت حكومة جابر مبارك قد قدمت باستقالتها بعد إعلان نتائج الانتخابات في 28 نوفمبر كما ينص الدستور.
انتخب مرزوق الغانم رئيسًا لمجلس الأمة في 11 ديسمبر وذلك في افتتاح دورة المجلس الجديد. حصل الغانم على 48 صوتًا فيما حصل منافسه النائب عبد الله الرومي على 9 أصوات والنائب شعيب المويزري على 8 أصوات. وكان الغانم رئيس مجلس 2013 المنحل.